# Allocosa glochidea
Allocosa glochidea är en spindelart som beskrevs av Roewer 1959. Allocosa glochidea ingår i släktet Allocosa och familjen vargspindlar.
Artens utbredningsområde är Namibia. Inga underarter finns listade i Catalogue of Life.